# Bogusław Ludwikowski

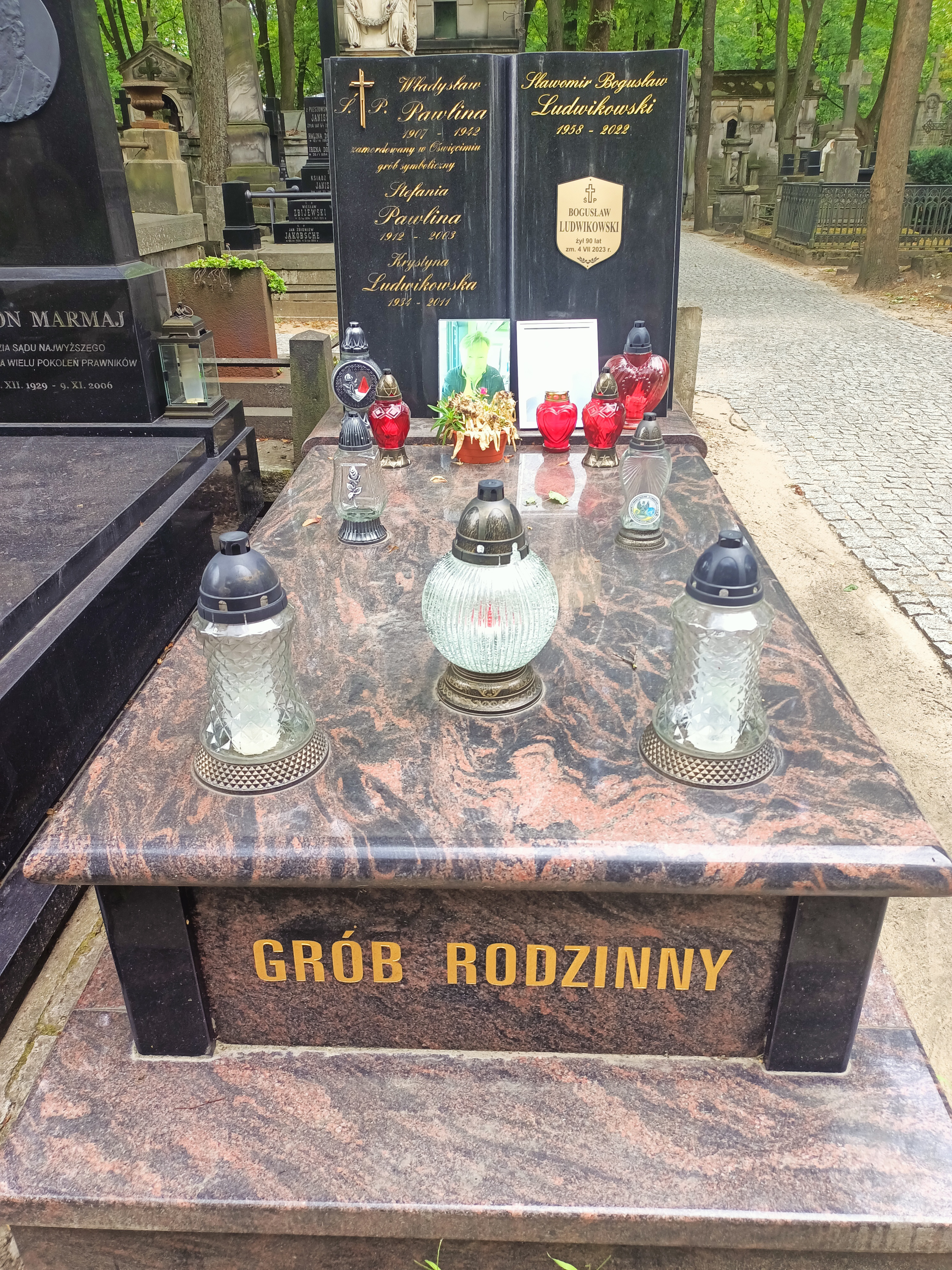
Grób Bogusława Ludwikowskiego na Cmentarzu Powązkowskim

Bogusław Ludwikowski (ur. 3 grudnia 1932 w Wyszynie Machorowskiej, zm. 4 lipca 2023) – polski dyplomata, ambasador PRL w Etiopii (1980–1984).

## Życiorys
Bogusław Ludwikowski urodził się na Kielecczyźnie. Ukończył studia na Wydziale Dyplomatyczno-Konsularnym Szkoły Głównej Służby Zagranicznej. Od 1961 do 1964 pracował w Dziale Handlowym Ambasady w Tel Awiwie. Następnie zatrudniony w Wydziale Krajów Azji, Afryki i Ameryki Łacińskiej Komitetu Współpracy Gospodarczej z Zagranicą przy Radzie Ministrów. W latach 1972–1977 zajmował się problematyką państw tzw. trzeciego świata w Organizacji Narodów Zjednoczonych w Nowym Jorku. Od 1980 do 1984 ambasador w Etiopii, akredytowany także w Jemenie. W latach 1989–1990 wziął udział w pomyślnej operacji pokojowej ONZ w Namibii. Następnie był pracownikiem cywilnym w Departamencie Wojskowym Spraw Zagranicznych Ministerstwa Obrony Narodowej. W latach 1998–2002 sprawował funkcje doradcze w Sejmie, a w latach 2003–2004 był asystentem współprzewodniczącego Fundacji Współpracy Polsko-Niemieckiej. Następnie zaangażował się w działalność Stowarzyszenia Kombatantów Misji Pokojowych ONZ, gdzie kierował jego kołem mokotowskim.
Pułkownik rezerwy.
Syn Stanisława. Pochowany na Cmentarzu Powązkowskim w Warszawie.

## Publikacje
- Bogusław Ludwikowski, Leon Onichimowski: Etiopska rewolucja. Warszawa: Wydawnictwo „Książka i Wiedza”: RSW „Prasa-Książka-Ruch”, 1985, s. 79. OCLC 891191139.
- Bogusław Ludwikowski, Namibia : pomyślnie wypełniona misja pokojowa ONZ przy znaczącym udziale Polaków, Warszawa: Stow. Kombatantów Misji Pokojowych ONZ, 2009, s. 144.